# Kungs
Valentin Brunel, známý jako Kungs (* 17. prosince 1996 Toulon), je francouzský DJ, producent a hudebník. Své první album s názvem Layers vydal v roce 2016 po úspěchu se skladbou "This Girl", na které spolupracoval s Cookin' on 3 Burners. Díky ní se proslavil po celém světě. Album obsahuje další skladby "Don't You Know" s Jamie N Commons a "I Feel So Bad" s Ephemerals.

## Kariéra
Brunel si vybral svou přezdívku "Kungs" ('Mister (Mr.)' in Latvian) poté, co hledal online překlad pro slovo „pán“ v několika jazycích. Začal hrát ve svých pěti letech na djembe, kterou dostal od rodičů jako dárek. Vyrostl při poslouchání rock and rollu. Svou vlastní tvorbu začal psát a zveřejňovat ve svých sedmnácti letech. Jeho remixy "Jamming" od Boba Marleyho a Wailers a "West Coast" od Lany Del Rey včetně nových vokálů od Molly získaly několik miliónů přehrání na SoundCloudu a YouTube. Kungsův remix Lost Frequencies' "Are You with Me" získal více 16 miliónů zhlédnutí na YouTube. V lednu 2016 byl předskokanem několika koncertů Davida Guetty na jeho Listen Tour.
Kungs zveřejnil svůj první extended play This Girl v roce 2016, který je remixem skladby Cookin' on 3 Burners "This Girl". Remix se umístil na první příčce v hitparádách ve Francii, Německu a Švýcarsku. Ve Velké Británii na místě druhém. Jeho další skladby jsou "Don't You Know" s Jamie N Commons a "I Feel So Bad" s Ephemerals. Kungs'. Všechny skladby jsou na jeho debutovém albu Layers, které bylo vydáno 4. listopadu 2016.

## Diskografie

### Alba
| Název     | Informace                                                                              | Nejvyšší příčka v hitparádách | Nejvyšší příčka v hitparádách | Nejvyšší příčka v hitparádách | Nejvyšší příčka v hitparádách | Nejvyšší příčka v hitparádách | Nejvyšší příčka v hitparádách | Nejvyšší příčka v hitparádách | Nejvyšší příčka v hitparádách | Certifikace               |
| Název     | Informace                                                                              | FRANCIE                       | RAKOUSKO                      | KANADA                        | NĚMECKO                       | ITÁLIE                        | LITVA                         | VELKÁ BRITÁNIE                | SPOJENÉ STÁTY                 | Certifikace               |
| --------- | -------------------------------------------------------------------------------------- | ----------------------------- | ----------------------------- | ----------------------------- | ----------------------------- | ----------------------------- | ----------------------------- | ----------------------------- | ----------------------------- | ------------------------- |
| Layers    | - Vydáno: 4. listopadu 2016 - Vydavatelství: House of Barclay - Formát: CD, ke stažení | 10                            | 74                            | 33                            | 56                            | —                             | —                             | 4                             | 196                           | - SNEP: 2× Platinum       |
| Club Azur | - Vydáno: 18. března 2022 - Vydavatelství: Island - Formát: CD, LP, ke stažení         | 11                            | —                             | —                             | —                             | 33                            | 60                            | —                             | —                             | - SNEP: Gold - FIMI: Gold |

### Singly
| Název                                                         | Rok  | Nejvyšší příčka v hitparádách | Nejvyšší příčka v hitparádách | Nejvyšší příčka v hitparádách | Nejvyšší příčka v hitparádách | Nejvyšší příčka v hitparádách | Nejvyšší příčka v hitparádách | Nejvyšší příčka v hitparádách | Nejvyšší příčka v hitparádách | Nejvyšší příčka v hitparádách | Nejvyšší příčka v hitparádách | Certifikace | Album          |
| Název                                                         | Rok  | FRANCIE                       | AUSTRÁLIE                     | RAKOUSKO                      | BELGIE                        | DÁNSKO                        | NĚMECKO                       | ITÁLIE                        | ŠVÉDSKO                       | ŠVÝCARSKO                     | VELKÁ BRITÁNIE                | Certifikace | Album          |
| ------------------------------------------------------------- | ---- | ----------------------------- | ----------------------------- | ----------------------------- | ----------------------------- | ----------------------------- | ----------------------------- | ----------------------------- | ----------------------------- | ----------------------------- | ----------------------------- | --- | -------------- |
| "This Girl" (Kungs vs. Cookin' on 3 Burners)                  | 2016 | 1                             | 17                            | 2                             | 1                             | 9                             | 1                             | 6                             | 8                             | 6                             | 2                             | - SNEP: Diamantová - ARIA: Platinová - BEA: 2× Platinová - BPI: 2× Platinová - BVMI: 2× Platinová - FIMI: 4× Platinová - GLF: 3× Platinová - IFPI AUT: Zlatá - IFPI DEN: Zlatá | Layers         |
| "Don't You Know" (feat. Jamie N Commons)                      | 2016 | 5                             | —                             | 8                             | 15                            | —                             | 16                            | —                             | —                             | 17                            | 172                           | - SNEP: Diamantová - BVMI: Zlatá | Layers         |
| "I Feel So Bad" (feat. Ephemerals)                            | 2016 | 3                             | —                             | —                             | 18                            | —                             | 88                            | —                             | —                             | 52                            | —                             | | Layers         |
| "You Remain" (feat. Ritual)                                   | 2016 | 45                            | —                             | —                             | —                             | —                             | —                             | —                             | —                             | —                             | —                             | | Layers         |
| "More Mess" (feat. Olly Murs a Coely)                         | 2017 | 20                            | —                             | —                             | —                             | —                             | —                             | —                             | —                             | —                             | —                             | | Singly bez alb |
| "Be Right Here" (se Stargate feat. Goldn)                     | 2018 | 15                            | —                             | —                             | —                             | —                             | —                             | —                             | —                             | —                             | —                             | | Singly bez alb |
| "Disco Night" (s Throttle)                                    | 2018 | —                             | —                             | —                             | —                             | —                             | —                             | —                             | —                             | —                             | —                             | | Singly bez alb |
| "Paris"                                                       | 2019 | —                             | —                             | —                             | —                             | —                             | —                             | —                             | —                             | —                             | —                             | | Club Azur      |
| "Dopamine" (feat. J.Hart)                                     | 2020 | —                             | —                             | —                             | —                             | —                             | —                             | —                             | —                             | —                             | —                             | | Singl bez alb  |
| "Never Going Home"                                            | 2021 | 5                             | —                             | —                             | 1                             | —                             | 47                            | 13                            | —                             | 16                            | —                             | - SNEP: Diamantová - BVMI: Zlatá - FIMI: 2× Platinová | Club Azur      |
| "Regarde-moi"                                                 | 2021 | —                             | —                             | —                             | —                             | —                             | —                             | —                             | —                             | —                             | —                             | | Club Azur      |
| "Lipstick"                                                    | 2021 | 148                           | —                             | —                             | 38                            | —                             | —                             | 74                            | —                             | —                             | —                             | - SNEP: Zlatá - FIMI: Zlatá | Club Azur      |
| "Clap Your Hands"                                             | 2022 | 19                            | —                             | —                             | 4                             | —                             | —                             | 22                            | —                             | —                             | —                             | - SNEP: Diamantová - FIMI: Platinová | Club Azur      |
| "Substitution" (s Purple Disco Machine feat. Julian Perretta) | 2023 | 26                            | —                             | 23                            | 6                             | —                             | 18                            | 69                            | —                             | 29                            | —                             | - SNEP: Platinová - BEA: Platinová - BVMI: Zlatá - FIMI: Platinová - IFPI AUT: Platinová - IFPI SWI: Platinová                                                                 | Singly bez alb |
| "Shadows" (s Carlita)                                         | 2023 | —                             | —                             | —                             | —                             | —                             | —                             | —                             | —                             | —                             | —                             | | Singly bez alb |
| "Need a Hit" (s Gero)                                         | 2023 | —                             | —                             | —                             | —                             | —                             | —                             | —                             | —                             | —                             | —                             | | Singly bez alb |
| "All Night Long" (s David Guetta a Izzy Bizu)                 | 2024 | 118                           | —                             | —                             | —                             | —                             | —                             | —                             | —                             | —                             | —                             | | Singly bez alb |
| "Please Be Mine (s DJ Seinfield)                              | 2024 | —                             | —                             | —                             | —                             | —                             | —                             | —                             | —                             | —                             | —                             | |                |

### Promo singly
| Název                                           | Rok  | Album          |
| ----------------------------------------------- | ---- | -------------- |
| "To Describe You" (Mozambo & Kungs feat. Molly) | 2015 | Singly bez alb |
| "We'll Meet Again"                              | 2015 | Singly bez alb |

### Další umístěné singly
| Název                           | Rok  | Umístění v hitparádě | Album  |
| Název                           | Rok  | FRA                  | Album  |
| ------------------------------- | ---- | -------------------- | ------ |
| "Melody" (feat. Luke Pritchard) | 2016 | 144                  | Layers |